# Crime City Rollers

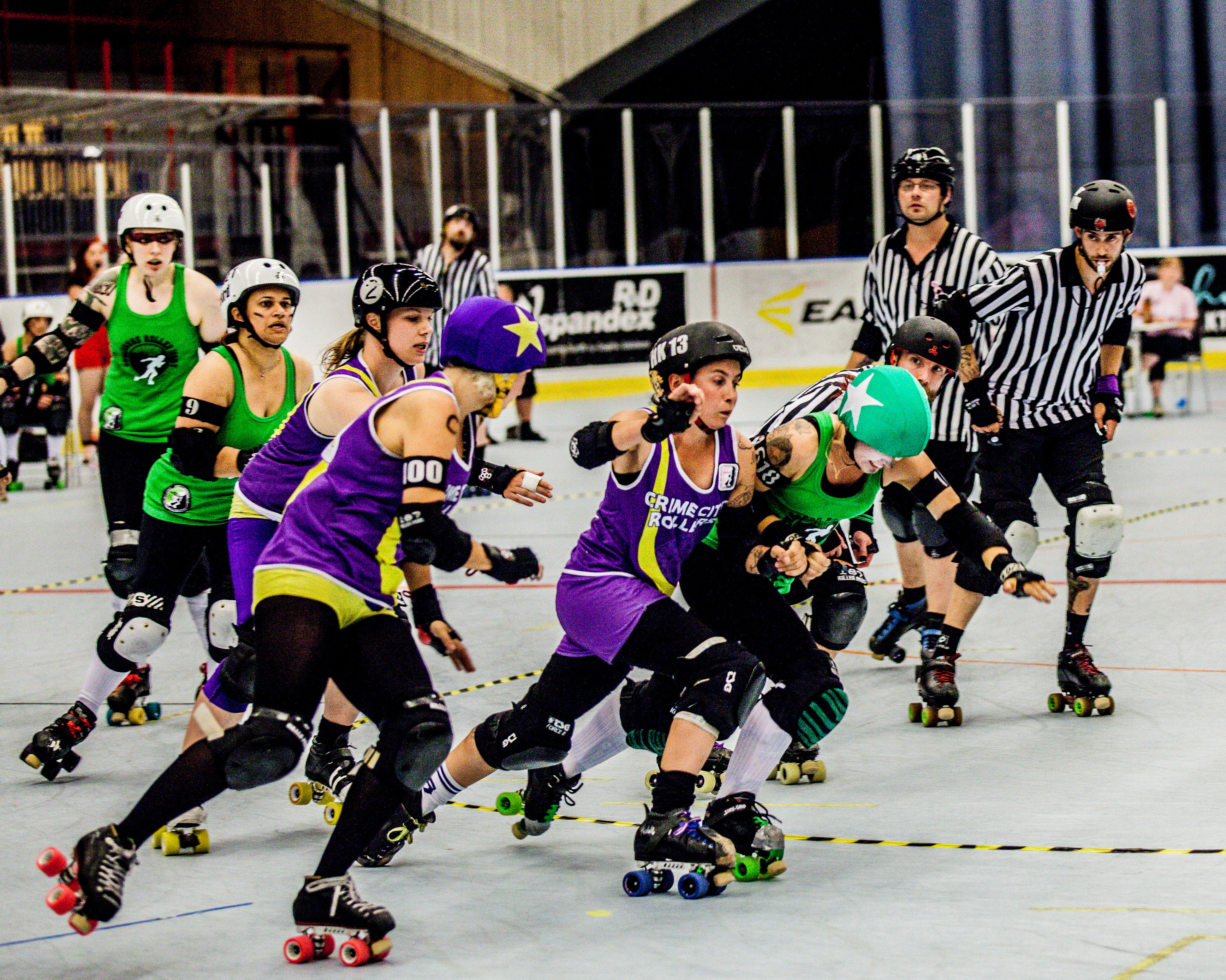

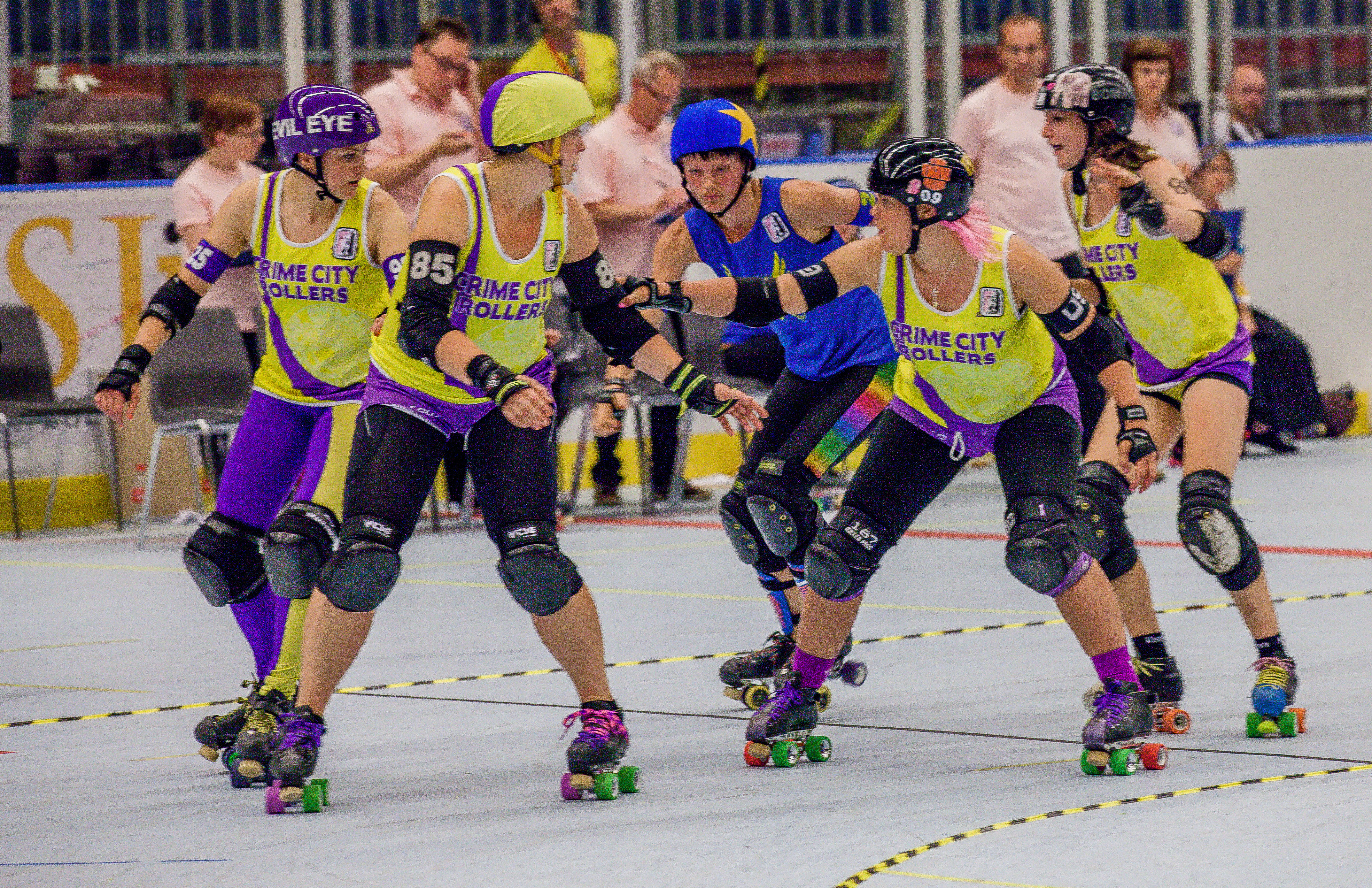
Crime City Rollers mötte Stockholm Roller Derby i finalen av Svenska mästerskapet i roller derby 2013.

Crime City Rollers (CCR) - Malmö Roller Derby är ett roller derby-lag som grundades i mars 2010. Crime City Rollers spelar flat-track roller derby, vilket innebär att matcher spelas på en plan yta. Crime City Rollers blev under 2012 fullvärdiga medlemmar i WFTDA som är den internationella organisationen för flat-track roller derby. Föreningens A-lag är rankat som det 7e bästa laget i världen.  
Föreningen har för närvarande ett A-lag , ett B-lag och ett C-lag som möter andra lag från andra föreningar samtidigt som alla spelare i föreningen är indelade i tre hemmalag som möter varandra. Crime City Rollers hemmalag är Möllans Mördarsniglar 21424, Raging Ravens och Star Destroyers. På det första Svenska mästerskapet i roller derby 2013 tog Crime City Rollers SM-silver. 2016 tog de sitt första SM-guld under SM-veckan i Norrköping. 2017 följde de upp med ännu ett SM-guld på SM-veckan i Borås. Sommaren 2018 tog de åter igen SM-guld.
Föreningen tilldelades Nöjesguidens pris 2011 för årets "nöjesförbättrare".
Fyra spelare i föreningen, Alotta Riot, BitterFit, Bobicat och Fenix, porträtteras i Klara Levins film Crime City Love (2013).